# 萨尔茨堡全景博物馆
萨尔茨堡全景博物馆（Panorama Museum Salzburg）是萨尔茨堡博物馆的一部分，设于萨尔茨堡老城内的新主教宫。

## 历史
风景画家约翰·迈克尔·萨特勒在1825年所绘的全景画描绘从萨尔茨堡城堡看到的萨尔茨堡城市全景。1829-1839年，这幅全景画在欧洲大部分地区巡回展览，包括慕尼黑，林茨，维也纳，布拉格，德累斯顿，马格德堡，汉堡，莱比锡，柏林，哥德堡，哥本哈根，奥斯陆，阿姆斯特丹，代尔夫特，格罗宁根，巴黎，布鲁塞尔，科隆和法兰克福。